# Andrew Justice
Andrew Justice (* 19. Januar 1951; † 17. Juni 2005) war ein britischer Ruderer.

## Karriere
Der 1,88 m große Andrew Justice vom Marlow Rowing Clubtrat bei den Olympischen Spielen 1976 in Montreal zusammen mit Thomas Bishop, Mark Hayter und Allan Whitwell im Doppelvierer an und belegte den neunten Platz.
Vier Jahre später bei den Olympischen Spielen 1980 in Moskau bestand der britische Achter aus Duncan McDougall, Allan Whitwell, Henry Clay, Chris Mahoney, Andrew Justice, John Pritchard, Malcolm McGowan, Richard Stanhope und Steuermann Colin Moynihan. Die Briten gewannen die Silbermedaille hinter dem Boot aus der DDR und vor dem Boot aus der UdSSR.
1981 bei den Weltmeisterschaften in München bildeten Mark Andrews, Chris Mahoney, Colin Seymour, John Bland, Andrew Justice, John Pritchard, Malcolm McGowan, Richard Stanhope und Colin Moynihan den britischen Achter. Es gewann das Boot aus der Sowjetunion vor den Briten und dem Boot aus den Vereinigten Staaten.